# Empire Distribution
EMPIRE Distribution, Records and Publishing Inc. (сокращенно EMPIRE) — американская дистрибьюторская компания и лейбл звукозаписи, основанная в 2010 году Гази Шами со штаб-квартирой в Сан-Франциско, штат Калифорния, с офисами в Нью-Йорке, Лондоне и Атланте. Она выпускает альбомы в различных жанрах, но в основном сосредоточена на хип-хоп-музыке. Компании и артисты, такие как Top Dawg Entertainment (Кендрик Ламар, Скулбой Кью, SZA), Steel Wool (Эмбер Лю, Андерсон Пак, Уотски, Jez Dior), Джаз Андерсон, Cody Wolfe, Кейн Браун, Funk Volume, WHITE EAGLE, (Dizzy Wright, Jarren Benton), ESGN (Freddie Gibbs), Think It’s A Game Entertainment (Рич Хоуми Куан, YFN Lucci), Paper Route Empire (Young Dolph), Trill Entertainment (Boosie Badazz, Webbie), Last Kings Records (Tyga), Taylor Gang Entertainment (Berner, Chevy Woods), Grand Hustle (T.I., B.o.B, Trae tha Truth), No Limit Forever Records (Master P, Choppa, Romeo Miller, G5-J, Симфоник, Silkk the Shocker), Nature Sounds (J Dilla, Devin the Dude, Пит Рок), Jamla Records (9th Wonder, Rapsody), Bad Vibes Forever (XXXTentacion), Mastered Trax (C-Kan), Rich Broke Entertainment (Lil Duval) сотрудничают с EMPIRE, музыка которых распространяется на различных платформах, таких как iTunes, Google Play, Amazon.com, Deezer, Spotify, SoundCloud и Rdio, наряду с физическими носителями, компакт-дисками и виниловыми пластинками в традиционных музыкальных магазинах.
EMPIRE продвигала дебютные альбомы и первые синглы ряда исполнителей, часто подписывая молодых талантов. На сцене Атланты они были первым лейблом, выпустившим музыку Тринидада Джеймса, Рич Хоуми Куана, Migos, Rocko и K Camp. В Лос-Анджелесе они распространяли и/или до сих пор распространяют творчество таких артистов, как Кендрик Ламар, Скулбой Кью, Problem, Skeme и Crooked I. Они также участвовали в Нью-Йорке с выпусками музыки Troy Ave, Стайлса Пи, Cam’ron и Басты Раймс. На стороне R&B они подписали таких исполнителей, как Эрик Беллингер, Jacquees, Джесси Бойкинс III, Jonn Hart и Лирика Андерсон. EMPIRE также выпустила несколько альбомов в стиле регги, возглавляющих чарты, включая регги-исполнителя J Boog с альбомом Backyard Boogie.
Несколько альбомов и синглов, распространяемых EMPIRE, попали в чарты Billboard, в том числе «Taste» от Tyga при участии Offset, «Look at Me» от XXXTentacion, «All the Way Up» от Fat Joe и Remy Ma, «Broccoli» от DRAM, «Flex (Ooh, Ooh, Ooh)» от Рич Хоуми Куан, «Might Be» и «OTW» от DJ Luke Nasty, Malibu от Андерсон Пак, Section.80 от Кендрика Ламара, «Gas Pedal» от Sage the Gemini, Phantom and the Ghost от Стайлс Пи, «#IWantDat» от Mindless Behavior, Knock Madness от Hopsin и Stoner’s EP от Snoop Dogg.

## История
EMPIRE была основана в 2010 году генеральным директором Гази Шами, выпускником музыкальной технологии Университета штата Калифорния в Сан-Франциско и бывшим директором Urban Music в INgrooves. В управлении компанией к Шами присоединилась Нима Этминан, выпускница MBA в области медиаменеджмента из гамбургской Медиашколы. Этминан, соучредитель хип-хоп-платформы DubCNN.com, работал над расширением задач и услуг, а с 2011 года занимался маркетингом и A&R. Этминан теперь работает вице-президентом по операциям и A&R.

## Награды и номинации

### Грэмми
| Год  | Номинируемая работа                  | Категория                                          | Результат |
| ---- | ------------------------------------ | -------------------------------------------------- | --------- |
| 2015 | «Out of Many, One Music» (Shaggy)    | Лучший регги-альбом                                | Номинация |
| 2016 | «Strictly Roots» (Morgan Heritage)   | Лучший регги-альбом                                | Победа    |
| 2017 | «Malibu» (Anderson .Paak)            | Лучший новый исполнитель                           | Номинация |
| 2017 | «Malibu» (Anderson .Paak)            | Лучший альбом в жанре современной городской музыки | Номинация |
| 2017 | «All The Way Up» (Fat Joe & Remy Ma) | Лучшее рэп-исполнение                              | Номинация |
| 2017 | «All The Way Up» (Fat Joe & Remy Ma) | Лучшая рэп-песня                                   | Номинация |
| 2017 | «Broccoli» (DRAM)                    | Лучшее рэп-/песенное совместное исполнение         | Номинация |
| 2017 | «Rose Petals EP» (J Boog)            | Лучший регги-альбом                                | Номинация |